# الرجل الخفي (رسوم متحركة)
الرجل الخفي مسلسل رسوم متحركة فرنسي عرض لأول مره في عام 2005 ويتكون من 26 حلقة وتمت دبلجة المسلسل للغة العربية وعرض على قناة إم بي سي 3  ما بين 2007 حتى 2014.

## روابط خارجية
- الرجل الخفي على موقع IMDb (الإنجليزية)
- الرجل الخفي على موقع كينوبويسك (الروسية)
- الرجل الخفي على موقع قاعدة بيانات الفيلم (الإنجليزية)
- Look in the bRb Catalogue for more info
- The Invisible Man on Taffy Live!
- pdf Information File from bRb.es